# Jan Hendrik Scheltema
Jan Hendrik Scheltema ('s-Gravenhage, 23 augustus 1861 – Brisbane, 9 december 1941) was een in Nederland geboren kunstschilder, tekenaar en graficus die zich als kunstschilder vestigde in Australië.

## Leven en werk
Scheltema werd in 1861 in Den Haag geboren als telg uit het geslacht Scheltema en zoon van de majoor der infanterie Nicolaas Scheltema en Anna Maria Scharp. Zijn vader werd later bevorderd tot luitenant-kolonel en werd na zijn pensionering in 1872 benoemd tot militie-commissaris in Rotterdam. In 1876 vestigde zijn vader zich in Gouda. In Gouda volgde Scheltema schilderlessen bij Johannes Jacobus Bertelman. Hij volgde daarna schilderopleidingen aan de academies in Den Haag en Antwerpen. Scheltema ontving in de eerste jaren tachtig van de 19e eeuw meerdere malen een koninklijke beurs ten behoeve van zijn studie schilderkunst. Hij was in zijn Nederlandse tijd vooral werkzaam als portretschilder. Zo portretteerde hij Johannes van 't Lindenhout, Carel Steven Adama van Scheltema en diens echtgenote Hendrika Jacoba Stokhuijzen. Deze werken bevinden zich in de collecties van het Amsterdam Museum en het Museum Het Valkhof in Nijmegen. Het Rijksmuseum in Amsterdam bezit een door Scheltema vervaardigde ets getiteld "Zittende vrouw in een interieur".
Nadat hij zich in 1888 in Melbourne, Australië, had gevestigd verlegde hij zijn werkterrein als schilder van portretten naar het schilderen van landschappen en vooral landschappen met de nadruk op vee. Scheltema werd in 1935 genaturaliseerd tot Australiër. Meerdere Australische musea hebben werk van hem in hun collecties. Zo kocht de National Gallery in Melbourne in 1895 zijn "Driving in the Cows". In 1898/1899 maakte hij een reis naar Nederland en bezocht ook België, Zwitserland, Zuid-Europa en Tunesië. De werken die hij tijdens deze reis maakte werden in Australië geëxposeerd. Ook rond 1910 maakte hij weer een reis naar Europa en bezocht onder andere zijn geboorteland Nederland.

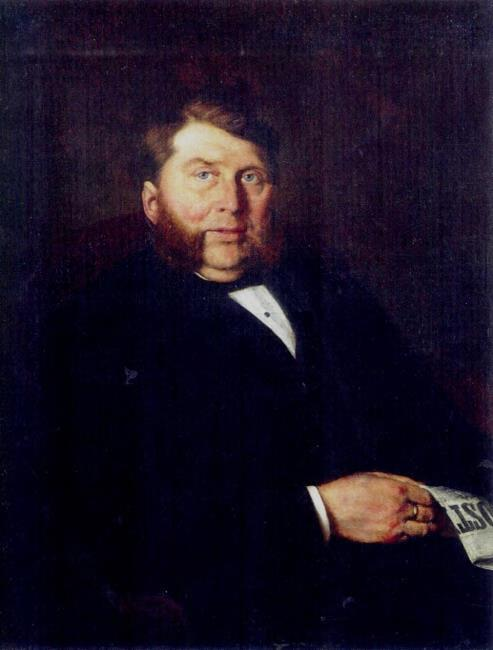
Portret van Johannes van 't Lindenhout (1837-1918), 1886
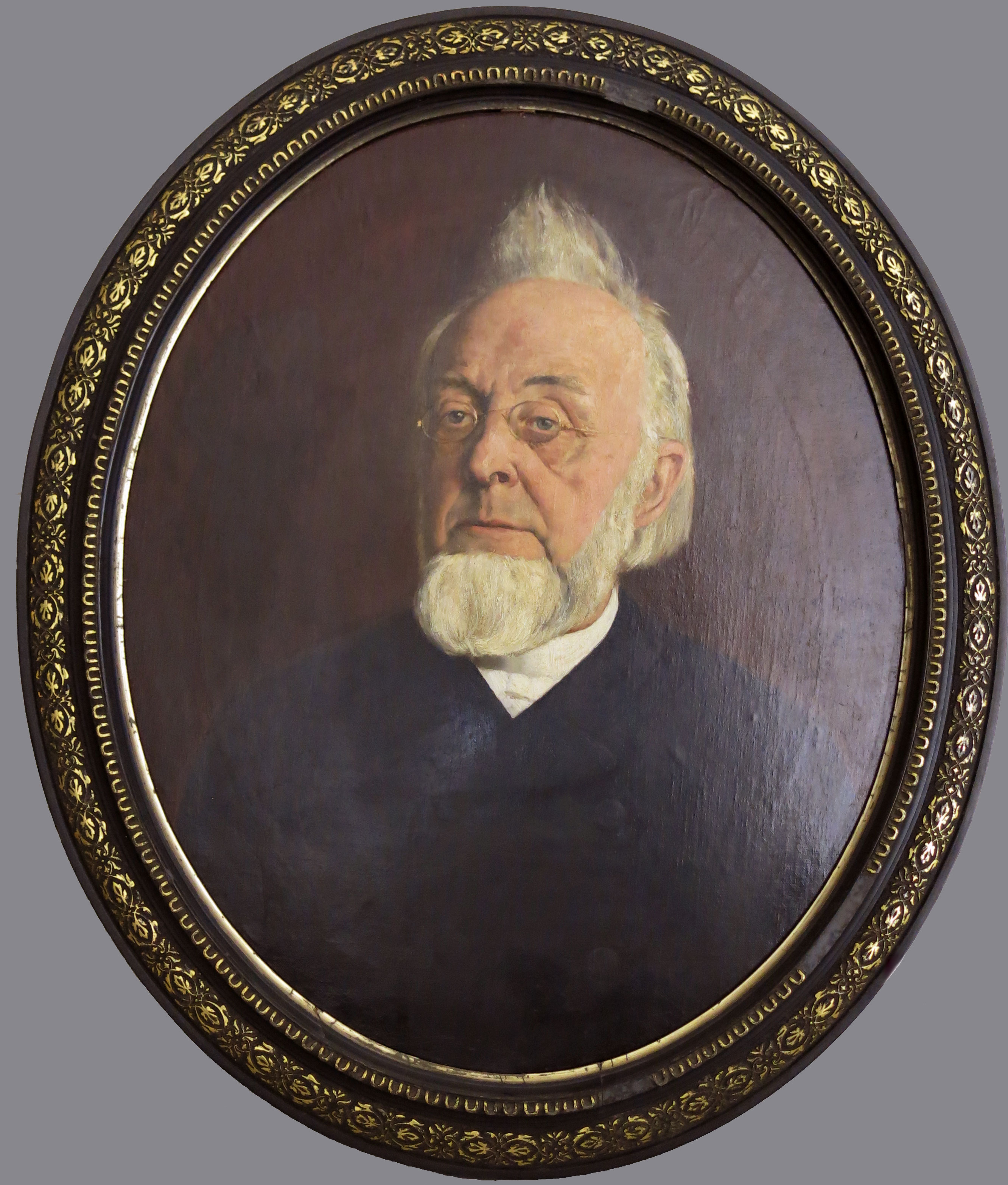
Portret van Carel Steven Adama van Scheltema (1815-1897), 1888, Amsterdam Museum
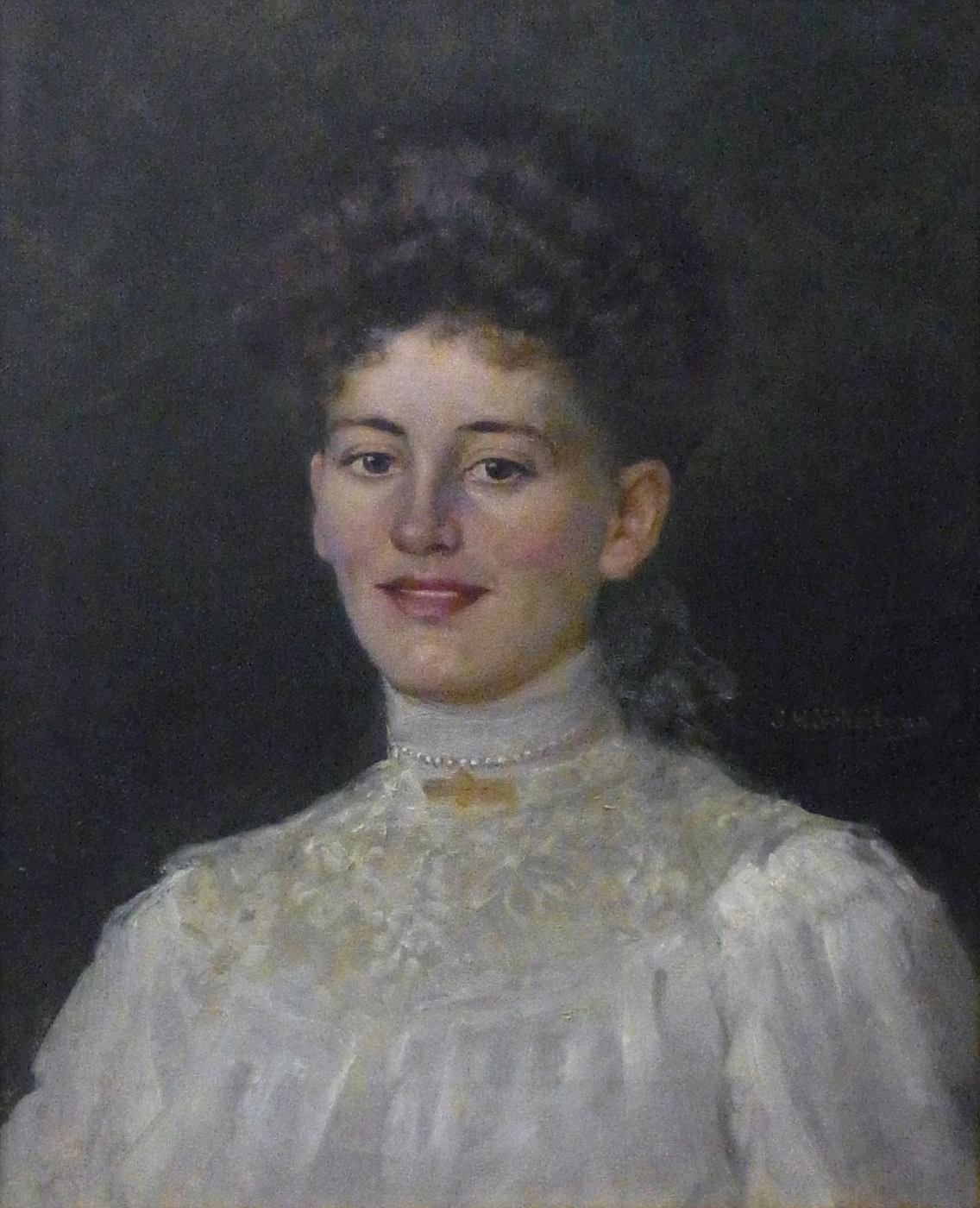
Portret van de sopraan Daisy Muriel Pickering-Gideonse, ca. 1900

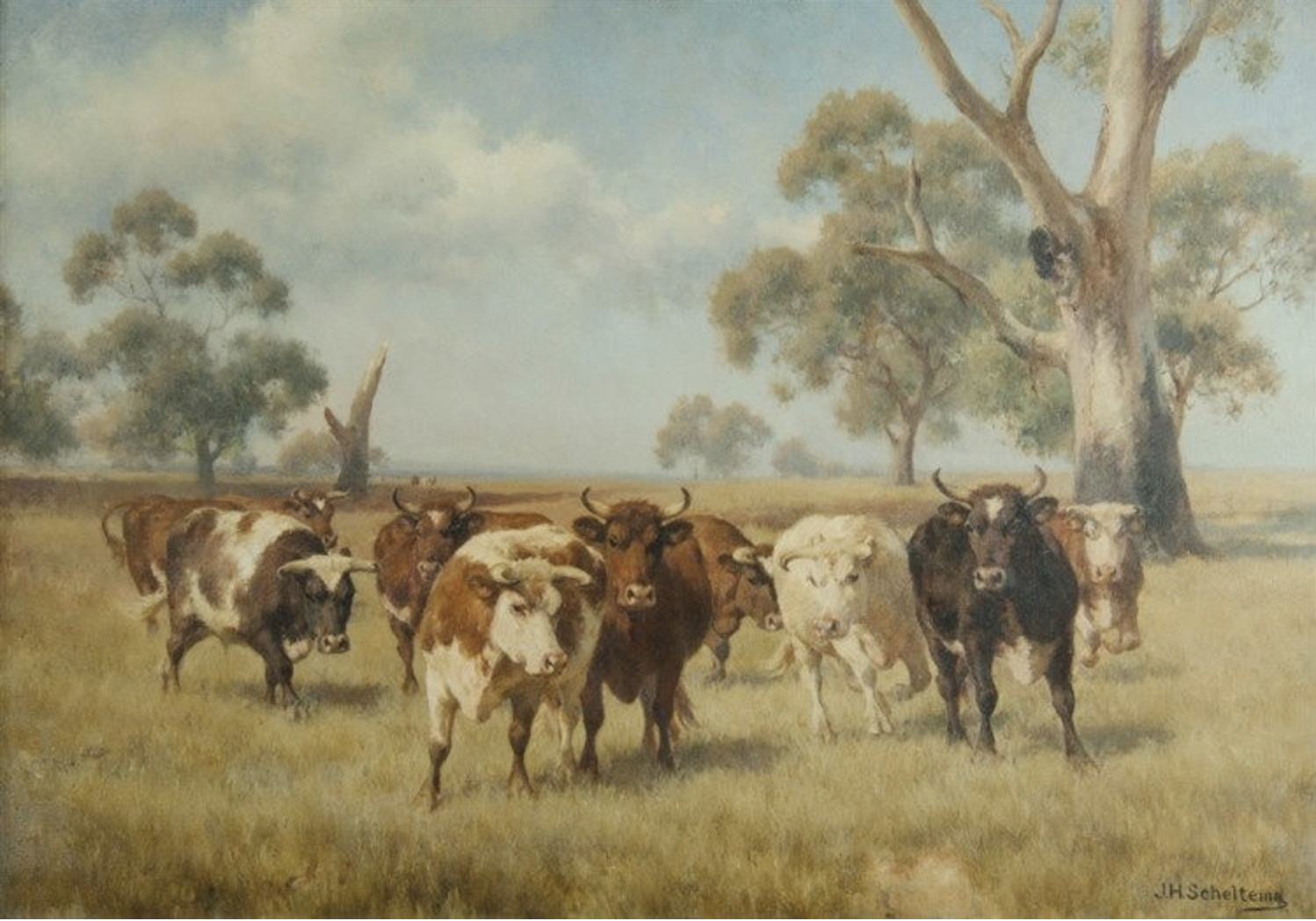
Landschap met vee
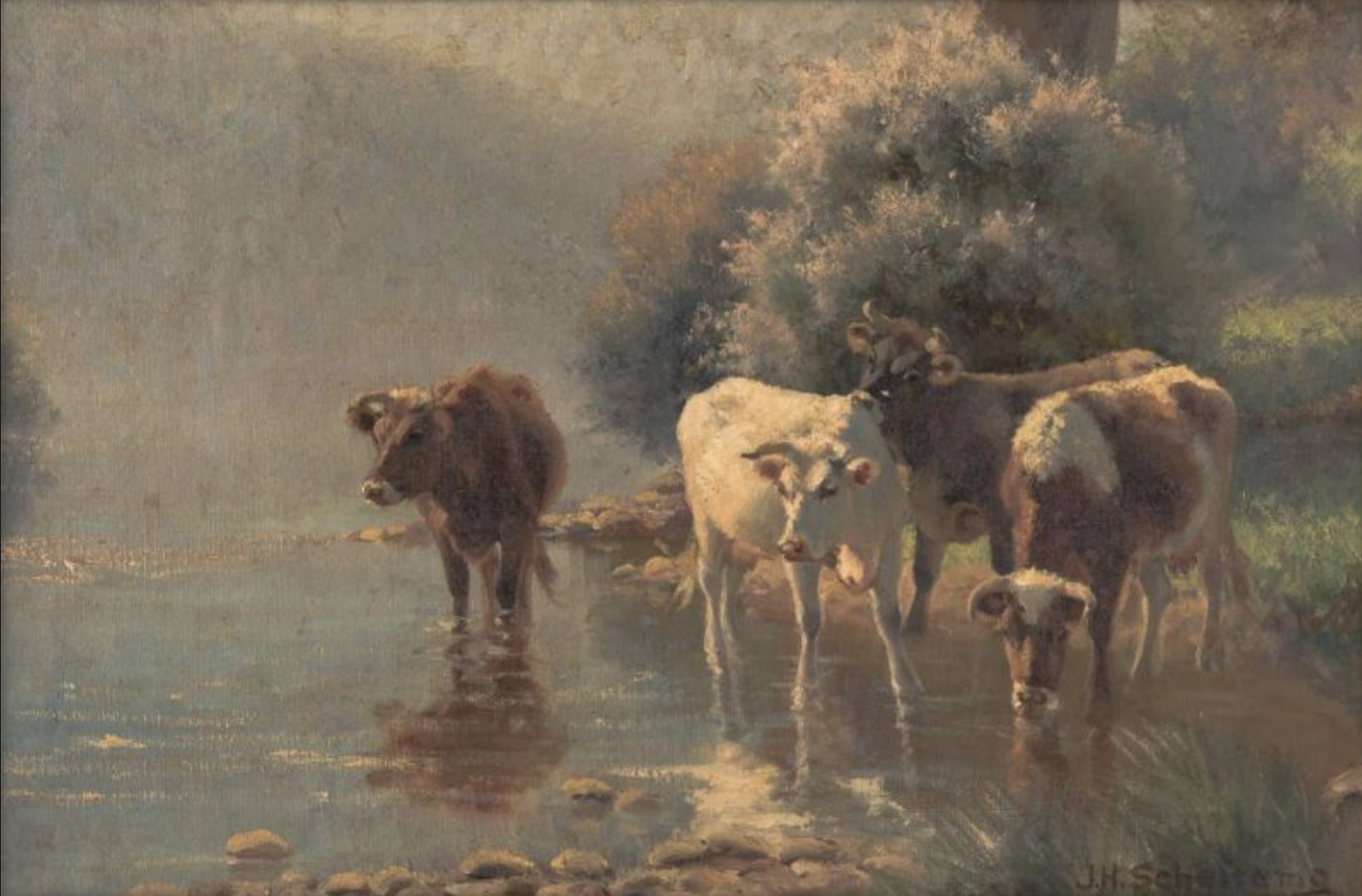
Landschap met water en koeien
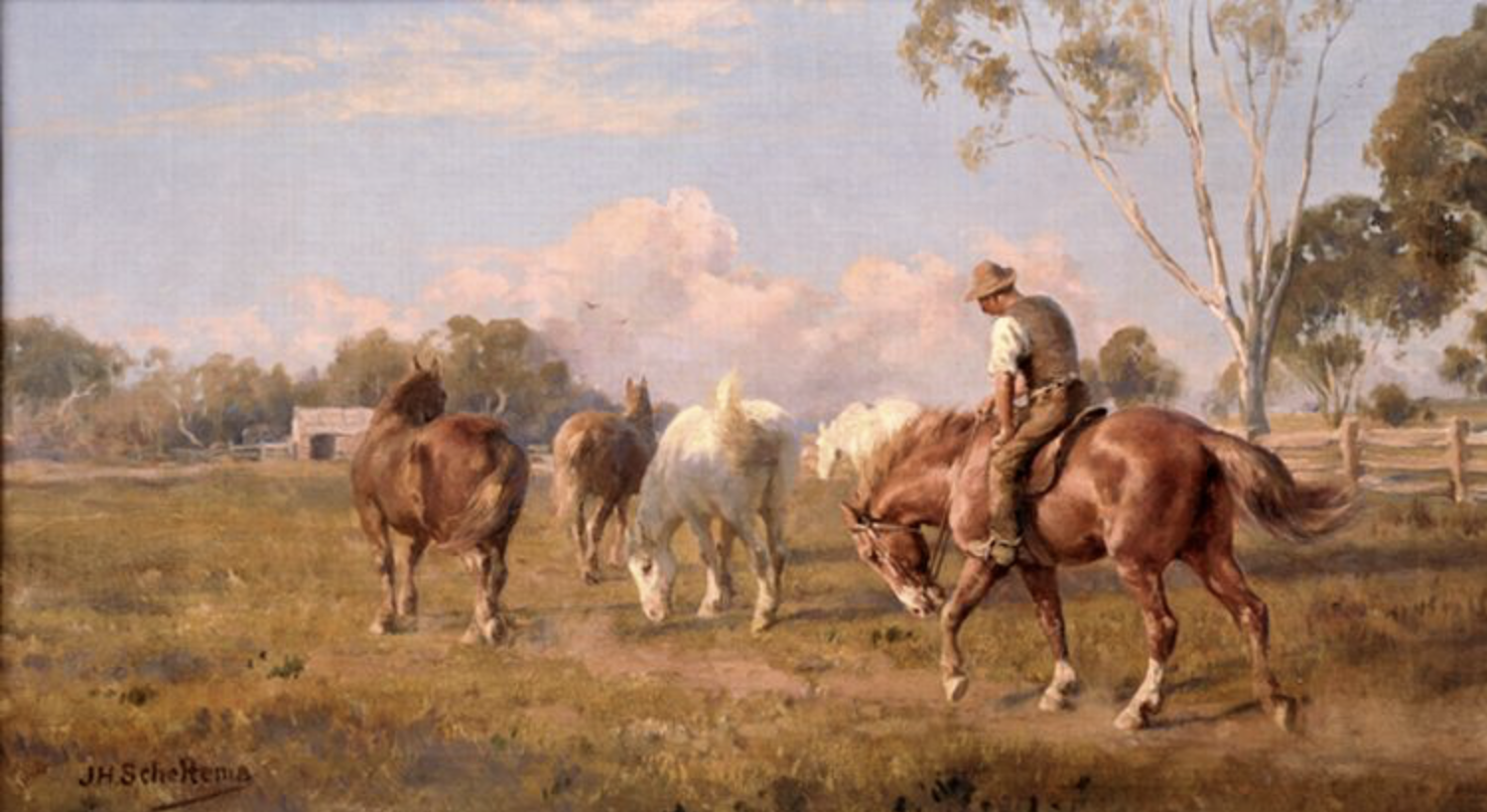
Bringing them home